# Daghaghra
Les Daghaghra, aussi orthographié Deghaghra, Deghagha (arabe : الدغاغرة) ou Ould Daghri, sont une tribu arabe intégrée à la confédération des Ouerghemma dans le Sud de la Tunisie.

## Origines
Les Daghaghra sont issues de la fraction des Ouled-Selim de la tribu des Ouderna, l'une des grandes fractions des Ouerghemma[réf. nécessaire].
Bien que les Ouerghemma soient des Berbères, les Daghaghra et beaucoup des clans qui leur sont cousins sont des Arabes bédouins, des Banu Sulaym, qui ont rejoint la tribu,,.
D'autres sources rapportent que des tribus arabes debbabiennes ont intégré la fraction des Ouderna, dont les Ouled-Chehida,. Une légende raconte que lors de la fuite des Ouled Yacoub, une femme de cette tribu abandonne son enfant ; ce dernier est retrouvé par un homme des Ouled-Debbab qui le confie à sa femme, qui s'en occupe comme son enfant. Ce dernier, devenu adulte, devient contractuel dans un village berbère pour y gagner sa vie, et prend une femme chez la tribu voisine des Aouadid. Il a plusieurs enfants de cette femme qui, enceinte, va demander une peau de bœuf à son père. Elle la coupe en lanières et exige de lui la terre où les lanières occupent le terrain, ce dernier s'exclamant « Daghaghretni, tu m'a trompé ! » ; c'est de là que viendrait le nom de la tribu.

## Histoire
Issue des Ouled-Selim, avec le reste des clans apportant à cette fraction (Ouled-Debbab, Ouled-Chehida et Adjerda), ils vivent autour du ksar de Guettoufa et ont des terrains de labour, tous deux situés sur le territoire des Ouled-Abd-el-Hamid, une autre fraction des Ouderna[réf. nécessaire]. André Louis les qualifie de « seigneurs » de par leur statut nomade, alors que les sédentaires sont qualifiés de serfs des Bédouins.
Constituant l'une des parts de la confédération des Ouderna, les Daghaghra et les autres tribus ralliées à cette confédération sont qualifiés au début du XXe siècle de « grands nomades pillards très redoutés de leurs voisins », avant d'être sédentarisés et de devenir des pasteurs et cultivateurs qualifiés de paisibles[réf. nécessaire].

## Administration
Les Daghaghra sont rattachés au caïdat des Ouerghemma sous le protectorat français de Tunisie[réf. nécessaire].

## Fractionnement
La tribu est composée de trois sous-fractions éparpillées sur plusieurs villages ou campements[réf. nécessaire] :
- Er Rekhaïça ;
- El Mkaraa ;
- Oulad Abdallah.

## Personnalités
- Ahmed ben Amor Larbi, cheikh des Daghaghra[9] ;
- Ali ben Mabrouk, chaouch des Oulad Abdallah[réf. nécessaire].
- Mohamed Bourkhis al-Daghari, poète des Daghaghra[10].